# Kristin Bekkevold
Kristin Bekkevold (Hamar, 19 de abril de 1977) é uma ex-futebolista norueguesa. campeã olímpica

## Carreira
Foi medalhista olímpica de ouro pela seleção de seu país em 2000.